# Project One
Project One – supergrupa dwóch producentów hardstyle: Willem Rebergen (Headhunterz) i Joram Metekohy (Wildstylez). Projekt został założony w 2008 roku i do tej pory wydał dwa albumy – Headhunterz i Wildstylez Present: Project One oraz Project One EP I.

## Historia
Ich pierwszy album "Headhunterz i Wildstylez Present: Project One" powstawał w tajemnicy, w przeciągu 3 miesięcy, średnio kończąc jeden utwór co tydzień. Premiera miała odbyć się 19 kwietnia, na festiwalu In Qontrol, jednak została przełożona, ponieważ Rebergen był w szpitalu z zapaleniem wyrostka robaczkowego. Więc ich pierwszy występ odbył się 14 czerwca 2008 roku, na Defqon.1, zaś album został wydany 25 lipca 2008 roku w Scantraxx Reloaded. Później jeszcze wystąpili na Qlimax. Projekt One został bardzo doceniony, a ich album stał się czynnikiem decydującym o tym, w jaki sposób hardstyle będzie wykonywany w następnych latach.
Niedługo potem projekt został przerwany i oboje skupili się na swojej karierze. Mimo to nadal wspólnie tworzyli utwory, jednak już nie używając nazwy "Project One". Czasami pojawiali się sporadycznie na festiwalach, po raz ostatni w 2013 roku, na X-Qlusive. 
W 2016 roku zapowiedziano powrót Project One na Qlimax, co wywołało spore zamieszanie. 19 listopada znów pojawili się razem po raz pierwszy od 2013 roku i zagrali nieco odświeżoną wersję swoich dawnych utworów oraz zaprezentowali kilka nowych, które zdobyły dużą popularność. W następnych miesiącach pojawili się też na innych festiwalach. Wszystkie ich występy zostały wykonane w podobnym kostiumie, jak podczas pierwszego występu z 2008 roku, ale z dużo bardziej pomalowanymi twarzami.
10 listopada 2017 roku duet wydał EP.

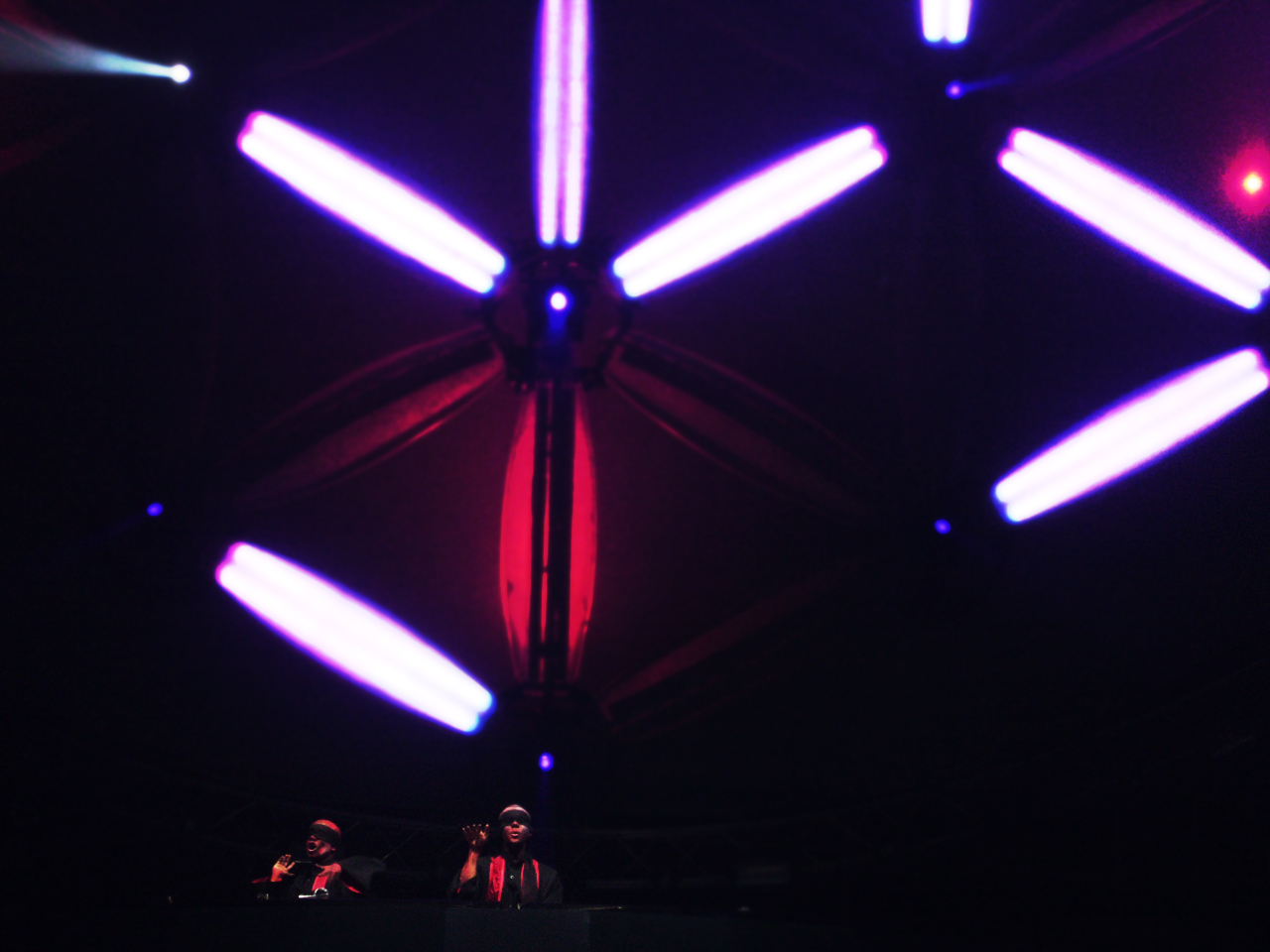
Project One i ich drugi występ. Qlimax 2008 rok.

Na początku 2018 roku założyli wytwórnię Art Of Creation.
W 2018 roku wykonali hymn Defqon.1 zatytułowany "Maximum Force".
20 października 2018 roku odbył się festiwal Reflections Of The Eternal, na którym Project One był gwoździem programu oraz miał okazję zaprezentować kilka kolejnych swoich nowych utworów.

## Dyskografia

### Albumy
- 2008:

The Album (Scantraxx Reloaded)
| Track | Title               |
| ----- | ------------------- |
| 01    | Prelude             |
| 02    | Life Beyond Earth   |
| 03    | The World Is Yours  |
| 04    | Fantasy or Reality  |
| 05    | Best of Both Worlds |
| 06    | Numbers             |
| 07    | Halfway There       |
| 08    | The Story Unfolds   |
| 09    | The Art of Creation |
| 10    | It's a Sine         |
| 11    | Rate Reducer        |
| 12    | Raiders of the Sun  |
| 13    | The Zero Hour       |

### EP
- 2017:

EP I (Q-Dance Records)
| Track | Title                          |
| ----- | ------------------------------ |
| 01    | Luminosity                     |
| 02    | One Without A Second           |
| 03    | It's An Edit                   |
| 04    | Project One (Sound Rush Remix) |

### Single
- 2018:

"Resurrection" (Art Of Creation)
"Journey Of The Mind" (Art Of Creation)